# قاتلین هم میگریند
قاتلین هم می‌گریند فیلمی سیاه و سفید به کارگردانی عزیزالله بهادری و نویسندگی حبیب‌الله کسمایی محصول سال ۱۳۴۸ است. این فیلم اولین محصول استودیو میثاقیه در سال ۱۳۴۸ بوده است. 

## خلاصه داستان
دختری که جوان متمولی را دوست دارد با مخالفت پدرش روبرو می‌شود و پس از ناامیدی در وصلت با مرد محبوبش درمی‌یابد که مادرش بدکاره است. دختر برای یافتن مادرش به خانه‌ی مشكوكی می‌رود و در آنجا شاهد نزاع مادرش با مرد تبهكاری كه سبب انحراف مادرش بوده می‌شود. مادرش به قتل می‌رسد، تبهكار می‌گریزد و دختر به اتهام قتل زندانی می‌شود. دختر در زندان فرزندی به دنیا می‌آورد و یكی از زندانیان آزاد شده كودكش را سر راه می‌گذارد. زن پس از بیست سال آزاد شده و پس از یك سلسله ماجرا فرزند و پدر فرزندش را می‌یابد و زندگی تازه ای را آغاز می كنند و در این حال مرد تبهكار در حال مرگ اعتراف می‌كند كه قاتل مادر دختر بوده است.

## بازیگران
اسامی بازیگران فیلم «قاتلین هم می‌گریند» به شکل و ترتیب نمایش در عنوان‌بندی آغازین فیلم  :
1. آذر شیوا به نقش مریم
2. ایرج رستمی به نقش ایرج
3. ویکتوریا (ویکتوریا نرسسیان) به نقش لیدا
4. جواد قائم‌مقامی به نقش علی
5. جهانگیر غفاری به نقش جهانگیر
6. [نعمت‌الله] پیشوائیان به نقش مظفر
7. [هوشنگ] بهشتی به نقش پدر ایرج
8. یاسمین
9. [محمد‌تقی] کهنمویی به نقش احمد
10. [نیکتاج] صبری
11. [حسن] رضایی به نقش حسن
12. [مرتضی] حدیقی
13. با هنرمندی: شهلا [ریاحی] به نقش مادر مریم

* اسامی داخل کروشه و پرانتز در عنوان بندی و یا پوستر درج نشده‌اند، به معنی که این بازیگران در زمان خود به این نامها شهرت داشته‌اند.

## نمایش فیلم

تبلیغ فیلم «قاتلین هم می‌گریند» در روزنامه اطلاعات

فیلم «قاتلین هم می‌گریند» برای بار نخست در تاریخ چهارشنبه ۱۴ خرداد ۱۳۴۸ خورشیدی در ۱۰ سینما در تهران و همزمان در شهرستانها به نمایش درآمد . این فیلم  جایگزین نمایش مجدد فیلم سلطان قلبها (محمد‌علی فردین) در گروه سینمایی اروپا شد.
سینماهای نمایش‌دهنده فیلم «قاتلین هم می‌گریند» در تهران، در گروه سینمایی اروپا شامل ۱۰ سینمای اروپا، مولن‌روژ، دیانا، میامی، ایران، آسیا، الوند، تیسفون، سیلوانا و اسکار بودند .
سینماهای نمایش‌دهنده فیلم در شهرستانها شامل پارس و پارامونت در شیراز، فردوسی و هما در مشهد و چهارباغ و مهتاب در اصفهان بودند .
فیلم «قاتلین هم می‌گریند»، پس از دو هفته نمایش در تهران، در گروه سینمایی اروپا در تاریخ چهارشنبه ۲۸ خرداد ۱۳۴۸  جای خود را به فیلم «نعره طوفان» (ساموئل خاچیکیان) در این گروه سینمایی داد  .

## گروه موسیقی
- موزیک متن و میکساژ: روبیک منصوری
- آهنگساز: انوشیروان روحانی
- شاعر: نامشخص
- خواننده: مهستی

### ترانه‌های فیلم
- گنه چه کردم مگر خدایا!: نشر بر روی صفحه ۴۵دور با لیبل رویال[۹] و آهنگ روز[۱۰]
- کاخ ویرانه: نشر بر روی صفحه ۴۵ دور با لیبل رویال[۱۱] و بازنشر بر روی صفحه ۳۳دور با لیبل رویال[۱۲]

## عوامل فیلم[۲][۳]
گروه تهیه
- تهیه‌کننده: مهدی میثاقیه
- مدیر تهیه: صنعان (کنعان) کیانی

گروه فیلمبرداری
- مدیر فیلمبرداری و تدوین: [قدرت‌الله] احسانی
- دستیار فیلم‌برداری: قاسمی‌ (ابوالقاسم قاسمی کیان)
- عکاس: عکس البرز

گروه صدا
- صدابردار: محمد محمدی
- میکس صدا: روبیک منصوری
- سرپرست گویندگان: ابوالحسن تهامی

گروه لابراتوار
- چاپ و لابراتوار: بهرام مؤمنی
- تیتراژ: هاردی

گریم: صنعان (کنعان) کیانی
گروه تدارکات و فنی
- امور فنی برق: علی‌ مزینانی
- دکور: [حسن] پاک‌نژاد
- مبلمان: مبل شادرو
- سگ: مؤسسه آنِکس

* اسامی داخل کروشه و پرانتز در عنوان بندی و یا پوستر درج نشده‌اند، به معنی که این افراد در زمان خود به این نامها شهرت داشته‌اند.